# روي إي. ديزني
روي إي. ديزني (بالإنجليزية: Roy Edward Disney)‏ هو رسام رسوم متحركة أمريكي، ولد في 10 يناير 1930 في لوس أنجلوس في الولايات المتحدة، وتوفي في 16 ديسمبر 2009 في شاطئ نيوبورت في الولايات المتحدة بسبب سرطان.

## وصلات خارجية
- روي إي. ديزني على موقع IMDb (الإنجليزية)
- روي إي. ديزني على موقع مونزينجر (الألمانية)
- روي إي. ديزني على موقع ميوزك برينز (الإنجليزية)
- روي إي. ديزني على موقع إن إن دي بي (الإنجليزية)
- روي إي. ديزني على موقع قاعدة بيانات الفيلم (الإنجليزية)